# Miroslav Karas (fotbalista)
Miroslav Karas (* 29. října 1964) je bývalý český fotbalový obránce.

## Fotbalová kariéra
Hrál za TJ Vítkovice a finský tým Haka Valkeakoski. V evropských pohárech nastoupil v 10 utkáních.